# Belgische federale verkiezingen 2007/Kandidatenlijsten/sp.a-spirit
Dit zijn de kandidatenlijsten van het kartel sp.a-spirit voor de Belgische federale verkiezingen van 2007. De verkozenen staan vetgedrukt.

## Antwerpen

### Effectieven
1. Christine Van Broeckhoven
2. Jan Peeters
3. Maya Detiège
4. Fauzaya Talhaoui (Spirit)
5. Greet van Gool
6. Rudi Kennes
7. Margaretha Guidone
8. Marc De Laet
9. Peter Segers
10. Inge Hermans (Spirit)
11. Ann Peeters
12. Sener Ugurlu
13. Inga Verhaert
14. Eva Wuyts
15. Antoon Stessels
16. An Verlinden
17. Harold Van der Kraan
18. Karen Milants
19. Björn Siffer
20. Hocine Trari
21. Wim Borms
22. Jan Verbiest (Spirit)
23. Els Van Weert (Spirit)
24. Patrick Janssens

### Opvolgers
1. Caroline Gennez
2. David Geerts
3. Bert Delanoeije
4. An Laenen
5. Gert Fransen
6. David Staes
7. Fatma Akbas
8. Özturk Taspinar (Spirit)
9. Sofie Schoeters
10. Paula De Brie
11. Ali Salmi (Spirit)
12. Monica De Coninck
13. Kathleen Van Brempt

## Brussel-Halle-Vilvoorde

### Effectieven
1. Hans Bonte
2. Amy Gille
3. Fouad Ahidar (Spirit)
4. Elke Roex
5. Bram Boriau
6. Jef Van Damme
7. Marijke De Vis
8. An Vanzeebroeck
9. Fatima Lamarti
10. Tim Borteel
11. Yvette Luypaert
12. Gerlant van Berlaer
13. Claudia Urbina Padin
14. Sonja Vanhaelen
15. Marie-Cecile Ngamp (Spirit)
16. Michel De Pelsemaeker
17. Nathalie Platevoet (Spirit)
18. Dirk Lodewijk
19. Jean-Pierre De Groef
20. Else De Wachter
21. Pascal Smet
22. Frank Vandenbroucke

### Opvolgers
1. Katia Segers
2. Roel Anciaux (Spirit)
3. Tom Troch
4. Yuri Walravens
5. Steven Van Bont
6. Charlotte Van der Elst (Spirit)
7. Jean-Claude Mertens
8. Fadoua El Ouakili
9. Bernadette Vriamont
10. Maria Rowe (Spirit)
11. Mia De Vits
12. Louis Tobback

## Leuven

### Effectieven
1. Bruno Tobback
2. Griet Vandewijngaerden
3. Gino Debroux
4. Katleen Wuyts
5. Mohamed Ridouani (Spirit)
6. Jean-Pierre Nyns
7. Karin Jiroflée

### Opvolgers
1. Stijn Bex (Spirit)
2. Nicole Van Emelen
3. Marc Florquin
4. Kristel Vancorenland
5. Veerle Baert (Spirit)
6. Marcel Logist

## Limburg

### Effectieven
1. Peter Vanvelthoven
2. Meryame Kitir
3. Els Robeyns
4. Annemie Roppe (Spirit)
5. Herman Reynders
6. Ludo Sannen
7. Gerard Stassen
8. Veerle Schoenmaekers
9. Duygu Akdemir
10. Angelo Bruno
11. Joris Vandenbroucke (Spirit)
12. Hilde Claes

### Opvolgers
1. Ludwig Vandenhove
2. Magda Raemaekers
3. Sylvain Sleypen
4. Myriam Giebens
5. Elke Blokken
6. Alain Yzermans
7. Chokri Mahassine

## Oost-Vlaanderen

### Effectieven
1. Freya Van den Bossche
2. Dirk Van der Maelen
3. Bruno Tuybens
4. Magda De Meyer
5. Annelies Storms (Spirit)
6. Dylan Casaer
7. Bart Van Malderen
8. Gunther Deriemaker
9. Greet De Troyer
10. Kerste Van Grembergen (Spirit)
11. Sam Van de Putte
12. Bertrand Vrijens
13. Katie Van Cauwenberge
14. Dominique Buysse
15. Maarten Blondeel
16. Gudrun Janssens
17. Yves De Smet
18. Nancy Vercammen
19. Wouter Van Bellingen (Spirit)
20. Fatma Pehlivan

### Opvolgers
1. Cathy Plasman
2. Jan Van Der Poorten
3. Wendel Trio
4. Annelies Storms (Spirit)
5. Aline Maes
6. Kevin Verlaeckt
7. Goedele De Cock (Spirit)
8. Jessica Dobbelaere
9. Issam Benali
10. Bram De Geeter
11. Kurt De Loor

## West-Vlaanderen

### Effectieven
1. Renaat Landuyt
2. Dalila Douifi
3. Philippe De Coene
4. Divina Sneyaert-Mariano (Spirit)
5. Peter Roose
6. Jasmijn Bonte (Spirit)
7. Peter Bossu
8. Viviane Deconinck
9. Rudi Bordeyne
10. Christine Beke
11. Carlo Daelman
12. Christine Depoortere
13. Jacques Deroo
14. Annick Lambrecht
15. Michèle Hostekint
16. Franky De Block

### Opvolgers
1. Patrick Lansens
2. Nancy Bourgoignie
3. Youro Casier
4. Frank Wauters (Spirit)
5. Simon Bekaert
6. Fanny Vervaeke
7. Martine Devisscher
8. Moreen Dewolf
9. Bart Caron (Spirit)

## Senaat

### Effectieven
1. Johan Vande Lanotte
2. Marleen Temmerman
3. Geert Lambert (Spirit)
4. Guy Swennen
5. Anissa Temsamani
6. Christel Geerts
7. Cemal Cavdarli
8. Flor Koninckx
9. Griet Lissens
10. Jacinta De Roeck
11. Rony Cuyt
12. Mohamed Achaibi (Spirit)
13. Livia Van Eeckhaut
14. Maurice Webers
15. Hedwin De Clercq
16. Güler Turan
17. Sara De Potter
18. Els Sneijers
19. Rosaline Mouton
20. Ives Goudeseune
21. Kelly Linsen
22. Claude Vancoillie
23. Anne Van Lancker
24. André Van Nieuwkerke
25. Bert Anciaux (Spirit)

### Opvolgers
1. Myriam Vanlerberghe
2. Koen T'Sijen (Spirit)
3. Nédia Gmati-Trabelsi
4. Havva Duman
5. Leo Van Miert
6. Martine Rens
7. Lotte Scholiers (Spirit)
8. Yves Miroir
9. Guido Van Cauwelaert
10. Steven Heirman
11. Veerle Declercq
12. Bart Martens
13. Nelly Maes (Spirit)
14. Saïd El Khadraoui